# Carcharhinus amblyrhynchos
Lo squalo grigio del reef (Carcharhinus amblyrhynchos [Bleeker, 1856], a volte indicato erroneamente come amblyrhynchus o amblyrhinchos) è uno squalo del genere Carcharhinus e della famiglia Carcharhinidae. Si tratta di una delle specie più comuni delle acque Indopacifiche, dal Mar Rosso al Sudafrica ad Ovest sino all'Isola di Pasqua ad Est. Si può trovare a profondità molto variabili, dalla superficie fino a 250 m di profondità, spesso vicino ad isole e barriere coralline. La sua forma è quella tipica degli squali che abitano questo tipo di habitat, e cioè possiede un muso largo ed arrotondato ed occhi grandi. Riusciamo a distinguere lo squalo grigio del Reef dai suoi simili per via della prima pinna dorsale, di un colore unico o con una macchia biancastra sulla punta, mentre le altre pinne hanno punta nera, così come il lobo caudale inferiore. Non è presente alcuna cresta tra le pinne dorsali. La maggior parte degli esemplari non supera lunghezze di 1.6 metri.
Si tratta di un predatore agile e scattante che si nutre principalmente di pesci ossei e cefalopodi. A dispetto della piccola taglia, il suo temperamento aggressivo gli permette di avere la meglio su altri squali più grossi che abitano le sue stesse acque. La maggior parte di questi squali tende a ritornare continuamente in una zona relativamente ristretta di barriera corallina durante la propria vita. Ciononostante sono più sociali che territoriali. Durante il giorno infatti si riuniscono in gruppi composti da 5 a 20 esemplari nei pressi delle creste della barriera corallina e si dividono solo alla sera per iniziare a cacciare. Le femmine adulte si riuniscono invece in acque poco profonde, dove le temperature più alte permettono una crescita più rapida da parte del loro stesso corpo o di quelli dei loro figli durante la gestazione. Come gli altri squali della famiglia, il Carcharhinus amblyrhynchos è viviparo, cioè la madre alleva gli embrioni attraverso una connessione placentale. Con cadenza annuale vengono alla luce cucciolate composte da un numero variabile tra uno a sei squaletti.
Questa specie di squali è stata la prima ad essere osservata in atteggiamenti molto particolari che alcuni animali mostrano quando si sentono minacciati. Si tratta di particolari tic che allertano gli altri esseri viventi quando lo squalo è pronto all'attacco. In questi casi la postura diventa inarcata e le pinne pettorali vengono abbassate. La nuotata diventa nervosa e l'animale procede a zig zag. Accade spesso che gli squali grigi del reef mettano in scena questi movimenti se sono avvicinati o inseguiti da sommozzatori. La specie è inoltre responsabile di numerosi attacchi ad esseri umani e va trattata con cautela, specialmente se si notano atteggiamenti simili a quelli descritti.
Questi squali sono infine oggetto di pesca e sono in pericolo in quanto il loro tasso di riproduzione è basso e l'habitat del singolo individuo è limitato. La IUCN ha per questi motivi classificato la specie come in pericolo.

## Tassonomia
Il primo a descrivere un esemplare della specie fu l'ittiologo olandese Pieter Bleeker, che nel 1856 le diede il nome di Carcharias (Prionodon) amblyrhynchos, nella rivista scientifica Natuurkundig Tijdschrift voor Nederlandsch-Indië. Autori successivi hanno poi spostato la specie nel genere Carcharhinus. Il tipo nomenclaturale fu una femmina di 1.5 metri osservata nel Mar di Giava. Altri nomi comuni utilizzati per questo animale sono baleniere V nera, baleniere bronzo, squalo baleniere di Fowler, squalo leggiadro, squalo baleniere leggiadro, squalo grigio, squalo beleniere grigio, squalo codanera nasolungo, squalo dei banchi e squalo codanera nasocorto. Alcuni di questi nomi sono ad oggi applicati ad altra specie
Nella letteratura più antica, il nome scientifico di questa specie era C. menisorrah. Oggi lo squalo codanera del reef (C. wheeleri), tipico dell'Oceano Indiano occidentale, è considerato parte della stessa specie di cui si discute in questa voce da parte della grande maggioranza degli autori. In origine quest'ultima sottospecie era ne era distinta perché possiede una punta di colore nero sulla prima dorsale, un muso leggermente più corto ed una fila di denti in meno su entrambi i lati della mascella superiore. Basandosi sulle caratteristiche morfologiche, sul conteggio delle vertebre e sulla forma dei denti, Garrick ha concluso nel 1982 che la specie più vicina allo squalo grigio del reef è lo squalo punta argento (Carcharhinus albimarginatus). Questa interpretazione è stata poi supportata da un'analisi filogenetica sugli allozimi condotta nel 1992 da Lavery

## Areale

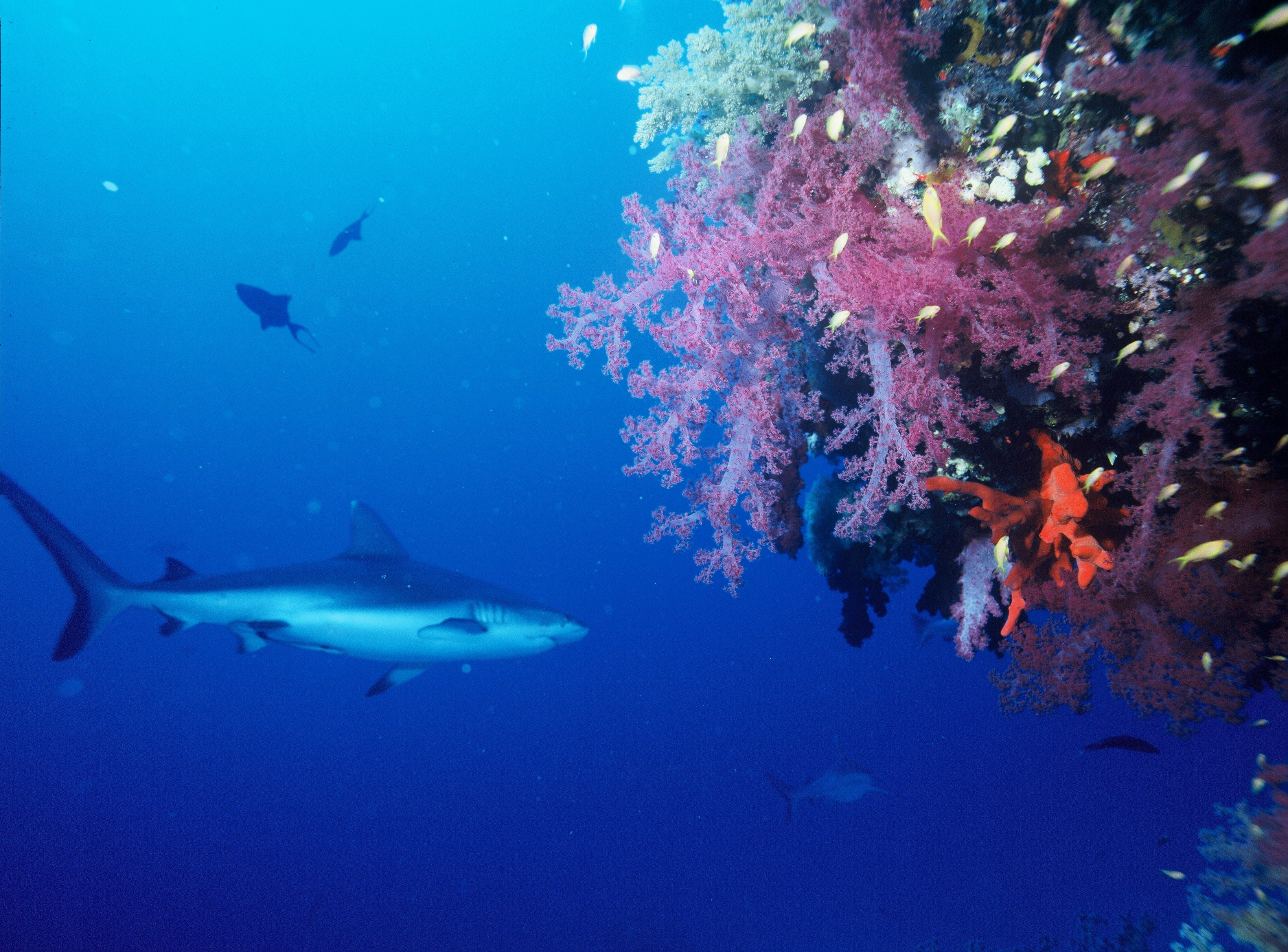
I limiti delle barriere coralline sono l'habitat privilegiato da questi squali.

La specie è nativa dell'Oceano Indiano e di quello Pacifico. Nel primo ne riscontriamo la presenza dal Sudafrica all'India, ivi compreso il Madagascar e le isole a questo vicine, il Mar Rosso e le Maldive. Nel secondo invece è stato osservato dal Sud della Cina al Nord dell'Australia e della Nuova Zelanda, nonché nel Golfo di Tailandia, presso le Filippine ed in Indonesia La specie è stata osservata in prossimità di molte isole pacifiche, tra le quali citiamo le Samoa Americane, le Isole Chagos, l'Isola di Pasqua, l'Isola del Natale, le Isole Cook, le Isole Marchesi, le Isole Tuamotu, Guam, Kiribati, le Isole Marshall, la Micronesia, Nauru, la Nuova Caledonia, le Isole Marianne, Palau, le isole Pitcairn, Samoa, le Isole Salomone, Tuvalu, le Hawaii, e Vanuatu.

## Habitat
In genere vive vicino alle coste, in acque poco profonde (non al di sotto dei 60 metri di profondità). In ogni caso questo squalo è noto per essere sceso sino a 100 metri. Vivono al di sopra delle piattaforme insulari e continentali e prediligono la parte controcorrente della barriera corallina con acque pure e topografia frastagliata. Sono spesso rinvenuti in corrispondenza di scarpate o sul bordo della barriera stessa, più raramente in lagune. Può accadere che si avventurino per molti chilometri in oceano aperto.

## Descrizione

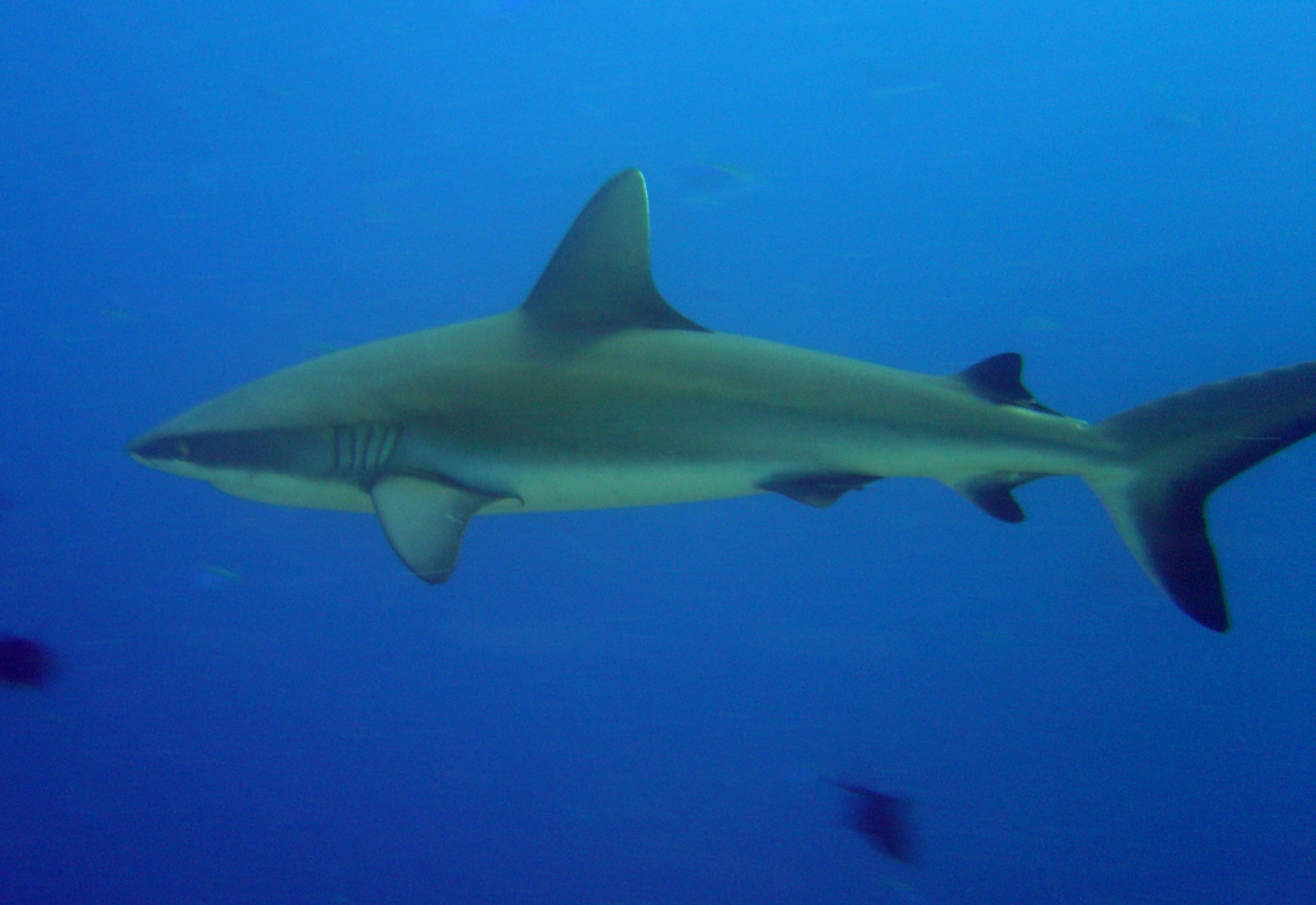
Caratteristiche di questa specie sono le macchie nere sulla punta di ogni pinna eccezion fatta per la prima dorsale.

L'esemplare adulto in genere non supera gli 1.9 metri di lunghezza, ma può arrivare a misurare fino a 255 cm ed a pesare 337 kg
La superficie dorsale è grigia, a volte con sfumature bronzee, mentre quella ventrale è bianca, le pinne pettorali, quelle pelviche, quella anale e la seconda dorsale sono nere sulla punta, così come il margine di quella caudale. Alcuni individui provenienti dall'Oceano Indiano occidentale presentano la punta della prima pinna dorsale di colore bianco. Questa caratteristica è comunque assente negli esemplari del Pacifico. Questo squalo somiglia molto allo squalo pinna nera del reef, da cui si differenzia per la macchia sulla pinna dorsale. Una caratteristica molto peculiare di questi squali è che se stazionano in acque poco profonde la loro pelle diventa più scura, in seguito ad un processo simile all'abbronzatura
Il corpo è snello e piuttosto robusto, il muso allungato e spuntato, gli occhi grandi e rotondi. Su ciascun lato di entrambe le mascelle ci sono 13 o 14 file di denti (generalmente 14 sulla superiore e 13 sull'inferiore). Mentre i denti superiori sono triangolari e dotati di cuspidi ripiegate, quelli inferiori hanno cuspidi più sottili ed erette e sono più serrati. La prima dorsale è di dimensioni medie e non vi sono creste ad unirle con la seconda. Le pinne pettorali infine sono sottili e a falce.

## Biologia

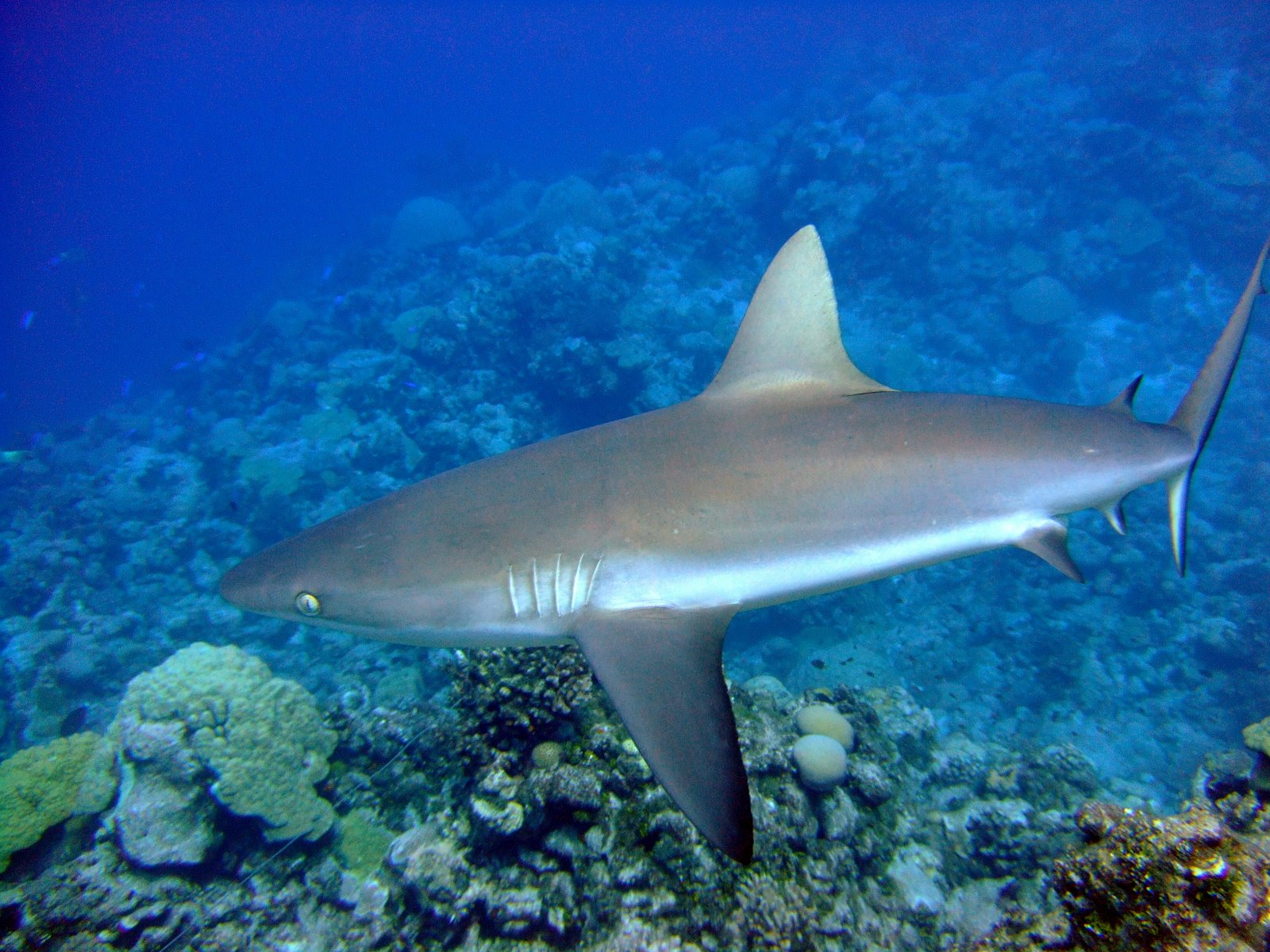
Una femmina al largo dell'Isola di Wake. La specie è una delle più comuni nelle barriere coralline indopacifiche.

Assieme al Carcharhinus melanopterus ed al Triaenodon obesus, è una delle tre specie più diffuse nelle barriere coralline indopacifiche. Questa specie tende ad espellere la maggior parte degli altri squali dal proprio habitat, anche se questi sono più grandi. Dove vi è una coesistenza con il C. melanopterus, quest'ultimo abita i fondali poco profondi, il C. amblyrhynchos le acque profonde. Aree con molti squali grigi del reef tendono a contenere pochi Carcharhinus plumbeus e viceversa. Questo probabilmente è dovuto alle diete molto simili delle due specie.
Nel caso poco frequente nel quale nuotano in oceano aperto, spesso si accompagnano a mammiferi marini o a grossi pesci pelagici come l'Istiophorus platypterus. Vi è un caso documentato di circa 25 squali grigi del reef che seguivano un grande branco di delfini in compagnia di circa altrettanti Carcharhinus falciformis e di un unico Carcharhinus albimarginatus. Si sono inoltre osservati degli Elagatis bipinnulata sfregarsi sulla pelle di uno squalo grigio del reef cercando di sfruttarne la ruvidezza per liberarsi dei loro parassiti.
Questi squali sono a volte preda di specie più grosse come il C. albimarginatus. A Rangiroa nella Polinesia Francese uno Sphyrna mokarran è stato osservato mentre approfittava di alcuni squali grigi del reef esausti dopo l'accoppiamento per ucciderli e nutrirsene. Parassiti noti della specie sono il nematode Huffmanela lata ed i molti copepodi che si attaccano ai dentelli dermici dello squalo, nonché esemplari al primo stadio di isopodi (Gnathia trimaculata and Gnathia grandilaris) che si attaccano a filamenti e setti branchiali.

### Dieta

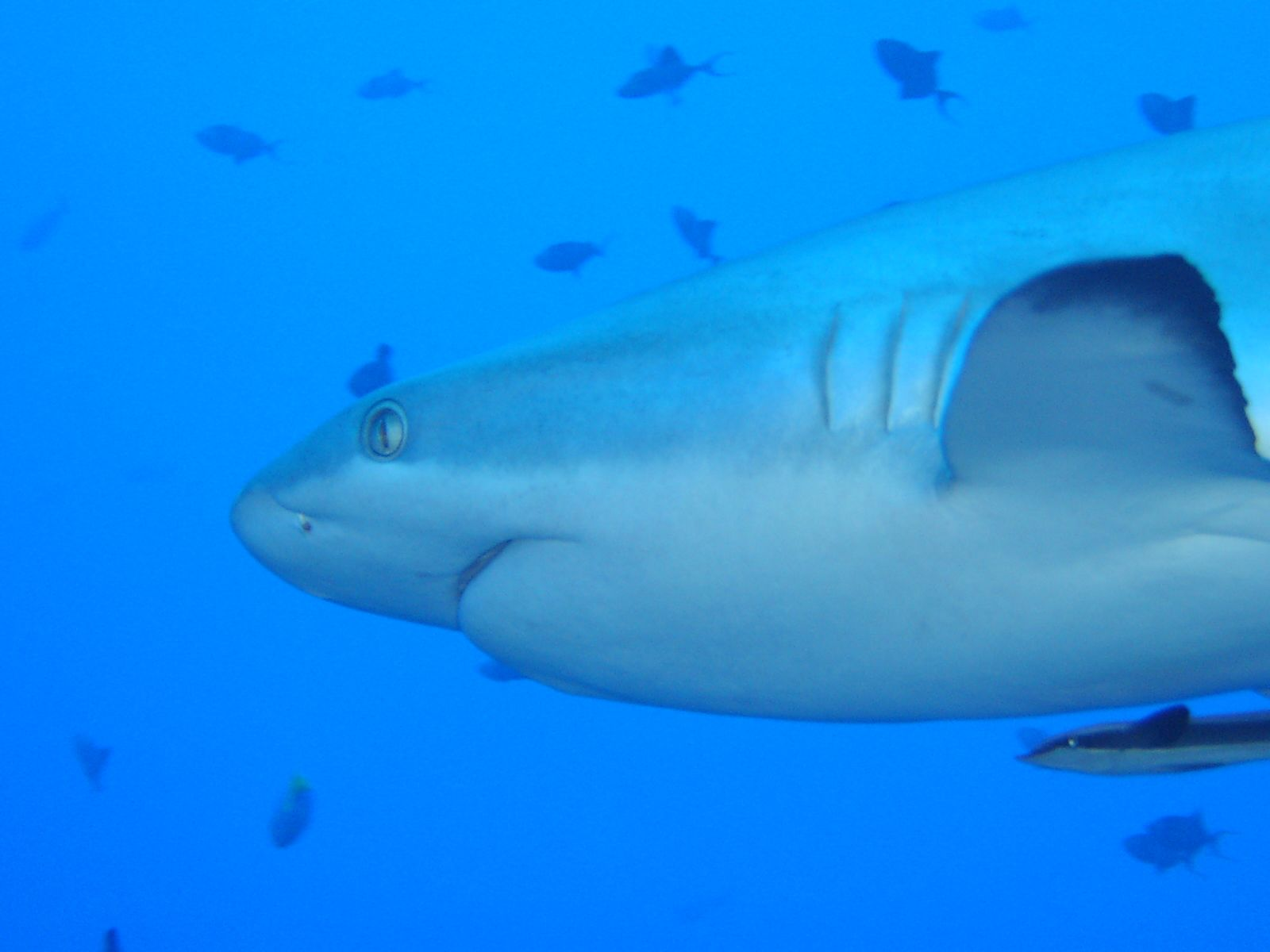
Gli squali grigi del reef hanno un olfatto molto sensibile.

Si nutrono principalmente di pesci ossei, ma anche di cefalopodi come calamari e piovre e più raramente di crostacei come granchi ed astici. In genere più lo squalo è grande più predilige i cefalopodi. La caccia può essere sia individuale che in gruppo. Sono noti per spingere banchi di pesci contro i coralli, in modo che qualcuno si infilzi e possa essere catturato. Il loro stile di caccia è comunque complementare rispetto a quello dei Triaenodon obesus. Mentre infatti questi ultimi sono specializzati nel catturare pesci in piccole caverne e crepacci, gli squali grigi del reef sono più bravi in acque libere. il loro olfatto è molto acuto, riuscendo ad identificare una parte di estratto di tonno su 10 miliardi di parti di acqua marina. In presenza di grandi quantità di cibo possono cadere in frenesia alimentare. Un caso documentato ha mostrato come durante una frenesia causata da un'esplosione sottomarina che ha ucciso un gran numero di dentici uno degli squali coinvolti è stato divorato dagli altri insieme alle prede.

### Riproduzione
Durante l'accoppiamento il maschio si assicura di rimanere ancorato al corpo della femmina mordendole le pinne o il corpo stesso. Come del resto gli altri Carcharhini è viviparo: una volta che gli embrioni esauriscono il tuorlo a loro disposizione la sacca che lo contiene diventa una placenta che li sostiene sino alla nascita. Ciascuna femmina è dotata di un solo ovario (sul lato destro) e due uteri. Da uno a quattro cuccioli (nelle Hawaii anche sei) nascono ogni anno. Le dimensioni della cucciolata sono proporzionali a quelle della madre. Si stima che la gestazione duri dai 9 ai 14 mesi. Il parto avviene tra luglio ed agosto nell'emisfero australe e da marzo a luglio in quello boreale. Ciononostante femmine con embrioni a termine sono state avvistate in autunno al largo di Enewetak. I cuccioli misurano dai 45 ai 60 cm di lunghezza. La maturità sessuale viene raggiunta a 7 anni d'età, quando i maschi sono lunghi da 1.3 ad 1.5 metri e le femmine da 1.2 ad 1.4. Le femmine che abitano la Grande Barriera Corallina maturano ad 11 anni, momento in cui sono anche più grandi fisicamente. Generalmente questi squali vivono per circa 25 anni.

## Comportamento

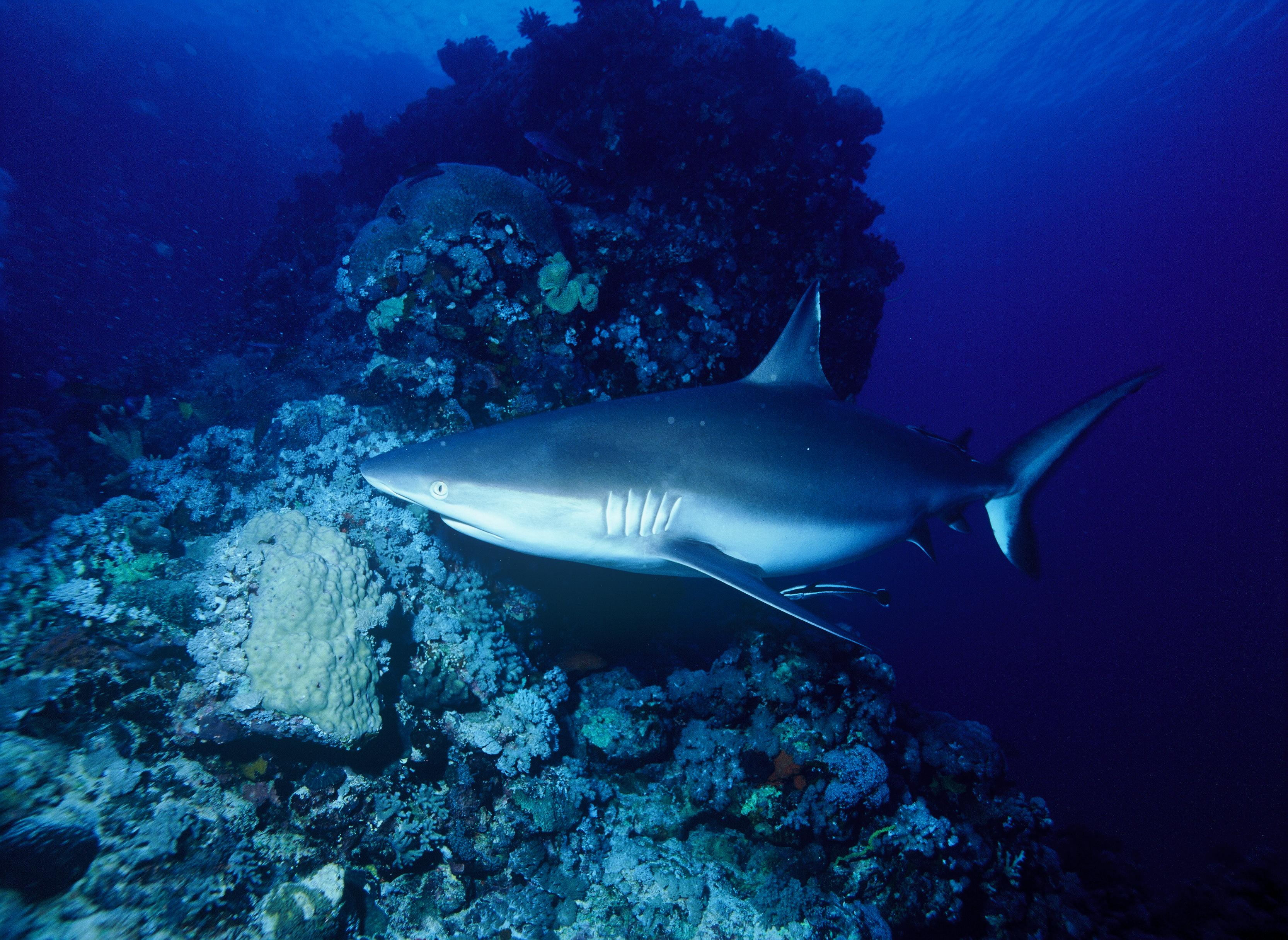
Gli squali grigi del reef sono più attivi nelle ore notturne.

Gli squali grigi del reef sono attivi per tutto il giorno, ma in modo particolare durante la notte. A Rangiroa, gruppi di circa 30 esemplari trascorrono la giornata assieme in piccole parti del loro habitat collettivo, e si disperdono di notte per andare a caccia. Il loro habitat è di circa 0.8 chilometri quadrati. Ad Enewetak nelle Isole Marshall si assiste a comportamenti diversi in diverse zone della barriera corallina. Gli squali che vivono più vicini all'oceano aperto tendono ad essere nomadi, nuotano per lunghe distanze lungo la barriera stessa, mentre quelli che abitano in corrispondenza di pinnacoli o lagune tendono a rimanere pressoché fermi per tutto il giorno.. In presenza di forti correnti di marea nuotano incontro ad esse: verso riva quando la marea scende e verso il largo quando essa risale. Questo gli permette di tenere meglio sotto controllo le prede ed allo stesso tempo di avere a disposizione acqua torbida in cui cacciare.
La territorialità è un aspetto assai poco accentuato del loro istinto: gli individui tollerano l'ingresso di altri esemplari nella loro area per nutrirsi. Al largo delle Hawaii un esemplare rimane nella stessa zona della barriera anche per tre anni, mentre a Rangiroa effettuano spostamenti regolari di circa 15 km al massimo. Alcuni individui di Enewetak invece possono diventare aggressivi in zone specifiche del loro habitat, mostrando segni di territorialità.

### Socialità

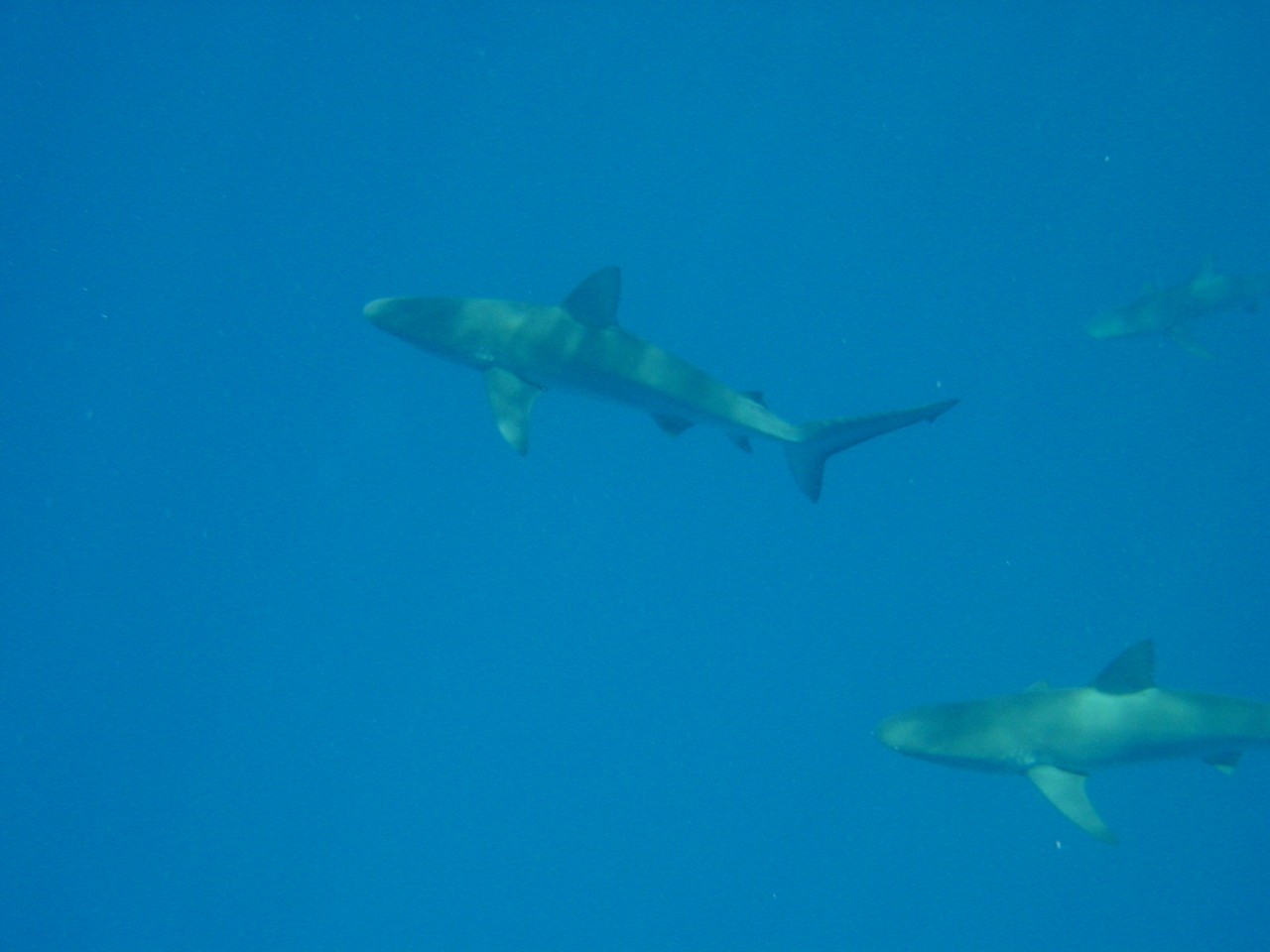
Durante il giorno, questi squali si riuniscono in gruppi.

Molte sono le prove della socialità in questi squali. Nelle Hawaii nordoccidentali, numerose femmine adulte incinte sono state osservate mentre nuotavano lentamente in acque poco profonde disegnando dei cerchi, a volte esponendo all'aria le pinne dorsali o i dorsi. Tutto questo in genere dalle 11 del mattino alle 3 del pomeriggio, ore di maggiore effetto della luce solare. In modo simile, al largo dell'Atollo Johnston, molte femmine si riuniscono nel periodo compreso tra marzo e giugno. Il numero preciso varia di anno in anno. Ogni giorno gli squali iniziano a raggiungere l'area di aggregazione a partire dalle 9 del mattino, raggiungendo un numero massimo nelle ore più calde in assoluto e disperdendosi entro le 7 pomeridiane. Ogni individuo fa ritorno ogni giorno o al massimo ogni sei giorni. Si ritiene che questi comportamenti particolari accelerino la crescita degli embrioni. L'acqua poco profonda inoltre tiene lontani eventuali maschi indesiderati.
Al largo di Enewetak, diverse parti della barriera corallina mostrano diversi atteggiamenti sociali da parte degli squali grigi del reef. In corrispondenza di spazi più ristretti gli animali tendono a rimanere soli, mentre sul bordo della barriera da 5 a 20 di loro si riuniscono al mattino ed aumentano in numero per tutto il pomeriggio per disperdersi a sera. Nelle aree più pianeggianti invece formano banchi polarizzati (cioè nuotano tutti nella stessa direzione) di 30 esemplari che si muovono vicino al fondale, disponendosi l'uno parallelamente all'altro o disegnando dei cerchi. La maggior parte dei componenti del banco sono femmine e si ritiene che ciò sia relazionato all'accoppiamento ed all'allevamento e al parto dei figli.

### Risposta alle minacce

Uno squalo grigio del reef mentre nuota normalmente (a destra) e quando si sente minacciato (a sinistra). Grazie alla linea inferiore si può apprezzare lo schema di nuotata.

I sintomi di sensazione di minaccia di questi squali sono tra i più noti e tra i più facili da individuare tra quelli degli squali. Studi al riguardo sono stati condotti osservando il comportamento di alcuni esemplari all'avvicinarsi di sommozzatori, comportamento che a volte è degenerato in attacchi. In questi casi lo squalo solleva la punta del muso verso l'alto, abbassa le pinne pettorali, inarca il dorso, e curva il corpo lateralmente. Nel momento in cui mantiene questo tipo di postura, l'animale nuota con movimenti esagerati a zig zag, a volte torcendosi e disegnando degli anelli ad otto. L'intensità di questi scatti nervosi aumenta a mano a mano che la minaccia, o almeno l'entità percepita come tale dallo squalo, si avvicina o se esistono degli ostacoli, ad esempio scogli o altri pesci, che impediscono la fuga. Se il sommozzatore si avvicina ancora, lo squalo si dà alla fuga o attacca rapidamente con le fauci spalancate cercando di procurare dei graffi con i denti superiori.
La maggior parte delle volte che questi comportamenti sono stati osservati, essi sono stati riconducibili all'avvicinamento di un sommozzatore o di un piccolo sommergibile che inseguisse lo squalo a qualche metro di distanza da dietro o dall'alto. La scena si ripete all'avvicinarsi di murene ed in un'occasione anche come difesa, prima della fuga, nei confronti di un grosso esemplare di pesce martello maggiore. Non ci sono invece casi documentati di questo comportamento nei confronti di altri squali della stessa specie. Questo suggerisce che quest'arma sia una risposta piuttosto rivolta alle minacce (come i predatori) che ai rivali. Visto poi che la specie non è territoriale, si ritiene che il loro istinto li porti a difendere uno spazio d'acqua di dimensioni ridotte attorno al loro corpo. Gli esemplari della Polinesia Francese e della Micronesia sono in genere più aggressivi e più propensi agli atteggiamenti di cui sopra.